# WX01K
WX01Kは、ワイモバイル（旧ウィルコム）向けに供給された京セラ製PHS（W-OAM）端末である。Casablanca(WX05K)、WX09Kについても本項で述べる。

## 概要
WX330Kの後継機種である。そのためかWX340Kと比べると、FeliCaやドキュメントビューアーが搭載されていないなど劣る面がある。
メインディスプレイはWX340Kと同じくIPS液晶を採用し、大きさは3.0インチとなった。
カメラは引き続きオートフォーカスやライトが付いており、画素数は約300万画素に上がった。
本体内蔵のデータフォルダ量はWX340Kの約48MBから約70MBとなり、メール保存容量は同じく約4MBから約100MBと大幅に増えた。
京ぽんでは初めてmicroSDHCに対応し、最大容量はWX340Kの2GBから32GBと大幅に増えた。また、カードスロットはバッテリーパックの奥にあり、一度バッテリーを外さなければ交換ができなくなった。
本機はmicroUSB端子からのみ充電ができ、WX340Kのように卓上ホルダでの充電はできない。

## マイナーチェンジモデル
2012年6月7日にWX01Kをベースとして調整や機能追加を行ったCasablanca(WX05K)が発売。中年層向けにボタンの形が変更されたことや、通話を聞き取りやすくする「ゆっくり通話」「はっきり通話」などの機能が追加されている。
2013年2月21日には同じくWX09Kが発売。電話帳を素早く呼び出せる「時短検索」、メール着信を音声で知らせる「ボイス通知」などの機能が追加されている。

## 沿革
- 2011年
  - 9月21日 - 発表
  - 10月6日 - 発売
  - 12月13日 - ファームウェアアップデートを公開
- 2012年
  - 6月7日 - Casablanca(WX05K)が発売
- 2013年
  - 2月21日 - WX09Kが発売
  - 3月5日 - ファームウェアアップデートを公開